# Lauren Esposito
Lauren Esposito es una curadora asistente y presidenta Schlinger de Aracnología en la Academia de Ciencias de California. Es la cofundadora de la red 500 Queer Scientists.

## Biografía
Esposito nació y se crio en El Paso, Texas. Mantuvo una colección de insectos en cartones de huevos, y su proyecto de ciencias de primer grado analizó la genética mendeliana de los colores de las palomas. Esposito obtuvo su licenciatura en biología en la Universidad de Texas en El Paso en 2003. Se interesó en escorpiones durante una pasantía en la Fundación Nacional de Ciencias en el Museo Americano de Historia Natural. Posteriormente se mudó a Nueva York para realizar sus estudios de posgrado. Completó su doctorado en la City University of New York y el Museo Americano de Historia Natural (Scorpion Systematics Research Lab) en 2011. Su disertación, "Sistemática y Biogeografía del Escorpión del Nuevo Mundo Género Centruroides Marx, 1890", trató con escorpiones Buthidae.

## Investigación y carrera
En 2011 se unió a la Universidad de California, Berkeley como investigadora postdoctoral que trabaja con escorpiones del Caribe. Estudió la biogeografía de los arácnidos. Se unió a la Academia de Ciencias de California en 2015 y es una de las únicas mujeres expertas en escorpiones del mundo. Continuó estudiando escorpiones buthidae en la Academia de Ciencias de California. Ella digitaliza y recopila información genética de las especies de escorpión recolectadas. También trabaja con artrópodos en las salinas del oeste de América. Su investigación actual trata sobre la evolución del veneno del escorpión y la distribución de los escorpiones en el Caribe. También ha estudiado los usos del veneno de escorpión en el contexto de la investigación y la medicación del cáncer. En el 2017 descubrió tres nuevas especies y dos nuevos géneros de escorpiones de cola de club. Esposito detectó a los escorpiones usando luces ultravioleta que excitan un tinte fluorescente en la armadura del escorpión. Las nuevas especies eran del género Rhopalurus Thorell. Mientras colectaba en la selva tropical de Penang Hill, Esposito identificó un nuevo escorpión fantasma. En 2018, identificó que los escorpiones Centruroidinae silban frotándose con estructuras en forma de peine. Ella le dijo a la revista Slate que su dato favorito sobre los escorpiones era que se comportan como mamíferos y tienen crías vivas.

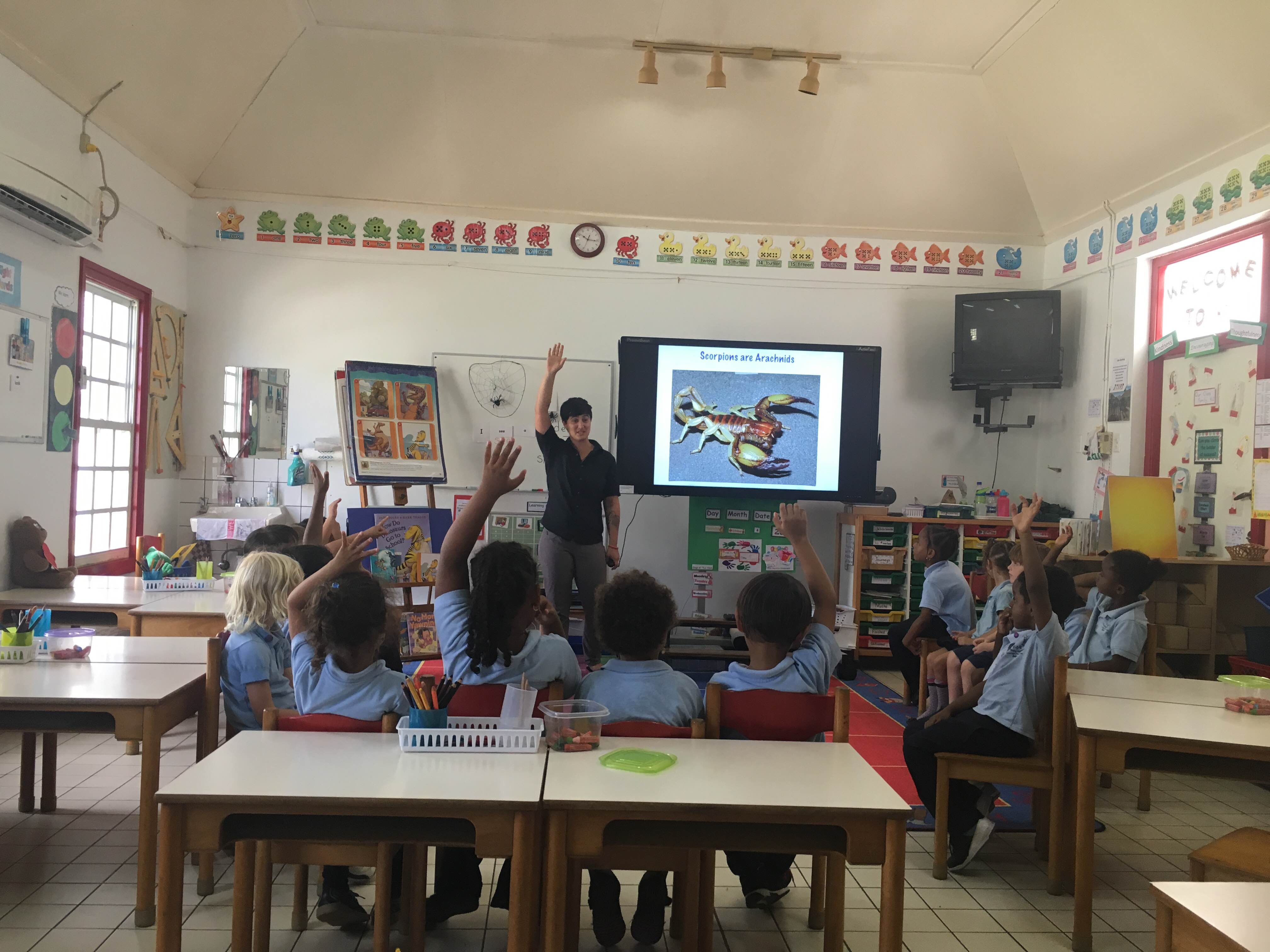
Esposito enseñando en la isla de Saba

En 2014, Esposito fue cofundadora de Islands & Seas, una organización sin fines de lucro que apoya la investigación científica y la educación en su estación de campo en Baja California Sur, México. Dirige programas educativos en Baja California y en la Universidad de Columbia. Es la creadora de 500 Queer Scientists, una red de científicos LGBTQ+ en todo el mundo. Creó 500 Queer Scientists después de que una encuesta de trabajadores STEM estadounidenses identificara que más del 40% de los científicos LGBTQ+ no estaban "fuera" (del closet) frente a sus colegas. Ha aparecido en Science Friday y Public Radio International. En febrero de 2019 recibió el premio Walt Westman de la Organización Nacional de Científicos y Profesionales Técnicos Gays y Lesbianas (NOGLSTP) como reconocimiento a la iniciativa 500 Queer Scientists. Es el mayor honor nacional que NOGLSTP puede otorgar a un miembro, reconociendo el compromiso una persona con la misión de la organización.